# Plecturocebus bernhardi
Plecturocebus bernhardi é uma espécie de Macaco do Novo Mundo da família Pitheciidae e subfamília Callicebinae, endêmico do Brasil. Foi descrito em 2002 por Marc van Roosmalen e Russell Mittermeier, e nomeado em homenagem ao Príncipe Bernard da Holanda. Habitantes locais o chamam de "zogue-zogue". Possui membros e peito de cor laranja escura, costa marrom avermelhada, e cauda preta com a ponta branca.